# Hinrich Krock

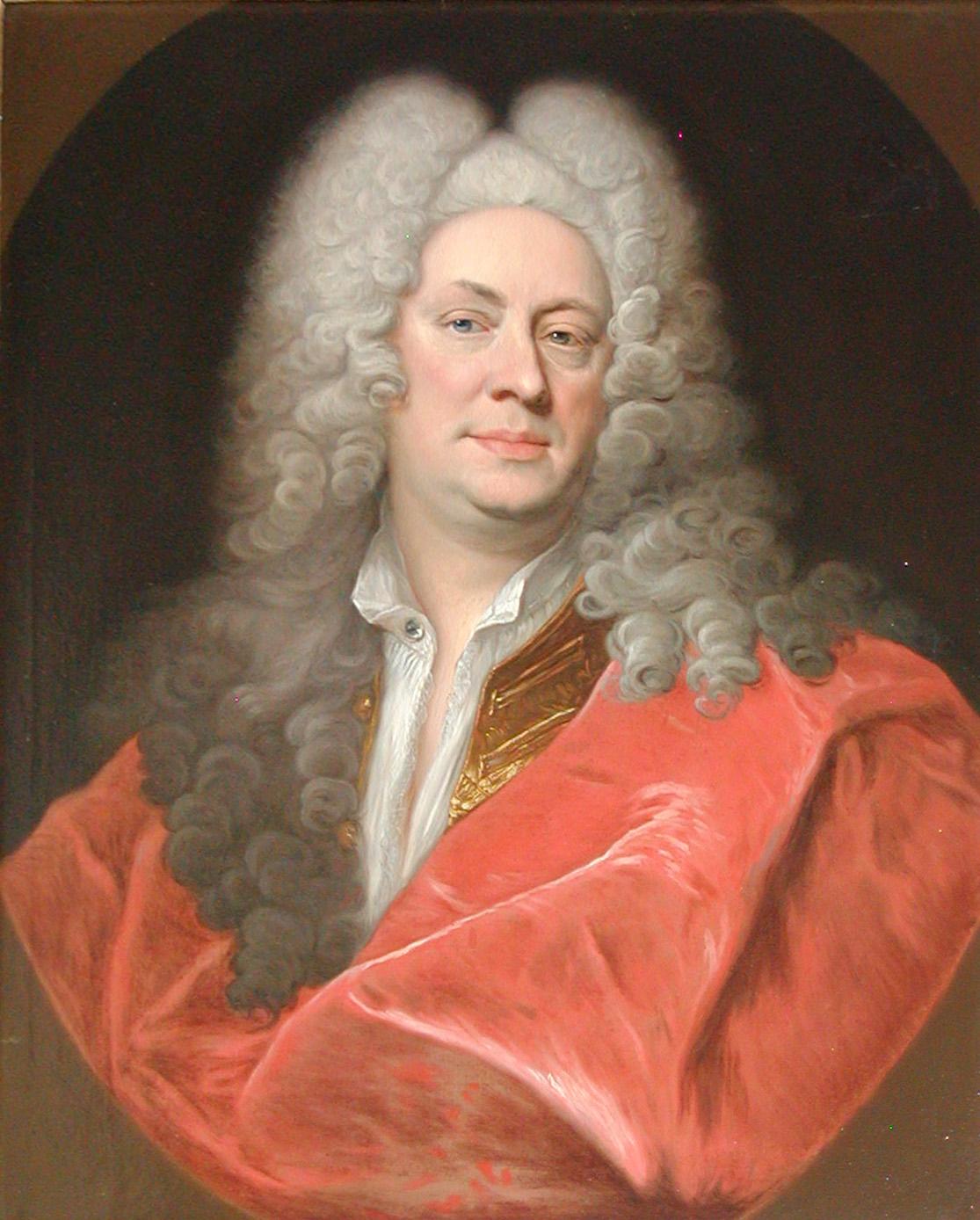
Hinrich Krock, porträtiert von Johann Salomon Wahl

Hinrich Krock, auch Henrick oder Hendrick, (* 21. Juli 1671 in Flensburg; † 18. November 1738 in Kopenhagen) war ein dänischer Maler.

## Leben und Wirken
Hinrich Krock kam aus einer Familie alteingesessener Flensburger Kaufleute. Sein Vater Valentin Krock (* ca. 1645 in Flensburg; † spätestens 1725) war verheiratet mit Walborg, geborene Peters († frühestens 1725). Im Alter von elf Jahren begann er eine Ausbildung bei dem Husumer Maler Johann Eyerschöttel (1640–1703). Im Jahr 1688 wechselte er zu Peder Andersen († 1694) nach Kopenhagen.
Krock verstand, den Stil seiner Vorbilder schnell zu übernehmen. Das dänische Königshaus wurde auf diese Begabung offensichtlich sehr schnell aufmerksam. Es ist dokumentiert, dass es ihm drei Auslandsreisen finanzierte. Von 1688 bis 1690 reiste Krock, wahrscheinlich im Gefolge Christian Gyldenløves, eines unehelichen Sohnes Christians V., nach Italien. Von 1696 bis ungefähr 1699 bereiste er zu Studienzwecken erneut den Süden und von Ende 1702 bis spätestens Anfang 1706 unter anderem Paris. Die letzte Reise hat sicherlich die größte Auswirkung auf seinen künstlerischen Werdegang. Hier lernte er bei Carlo Maratta in Rom und gewann an einer Pariser Akademie zwei Silbermedaillen.
Nach seiner Rückkehr nach Kopenhagen erhielt Krock insbesondere vom Aufträge vom dänischen Königshaus. Friedrich IV. und danach Christian VI. erteilten ihm als Mäzene den Großteil der Aufträge. Krock schuf hier große Wand- und Deckengemälde für die Neubauten die Schlösser Fredensborg und Hirschholm und die Umbauten der Schlösser Frederiksberg und Christiansborg, meist mit mythologischen Szenen. Er hatte eine große Werkstatt, die in der Lage war, die aufwändigen Arbeiten für die Dekoration der Bauwerke zu leisten. Er gestaltete aber auch Altarbilder. Vieler seiner Werke sind nicht erhalten, sei es, weil sie, wie etwa in Schloss Christiansborg einem Brand zum Opfer fielen, sei es, weil die Gebäude später erneuert wurden. Krock geriet daher für lange Zeit in Vergessenheit, hatte als Maler aber definitiv Einfluss auf die dänische Kunst. Während vor seinem Wirken nahezu ausschließlich niederländische Maler die Entwicklungen im Norden geprägt hatten, brachte Krock andere Einflüsse ein. Seine zahlreichen Werke zeigen, dass er sicher im Stile des Barock zu arbeiten verstand. Von 1700 bis 1738 prägte Krock mit seinem Stil die künstlerische Entwicklung in Kopenhagen. Mit seinen Werken entsprach er den Repräsentationsbedürfnissen des dänischen Absolutismus. Sein Zeitgenosse Benoît Le Coffre, der ebenfalls viele dekorative Aufträge erhielt, gelangte nicht annähernd zu dieser Bedeutung.
1701 initiierte Krock eine „Künstlersocietät“, die Wissenschaften und Künste pflegen sollte. Es handelte sich um eine nicht unwichtige Vorgängerorganisation der Königlich Dänischen Kunstakademie. Dabei verfolgte er das Ziel, eine Akademie zu schaffen, die jenen in Italien und Frankreich ähnelte. 1738, dem Todesjahr Krocks, übertrug Christian VI. zunächst Krock, dann dem Bildhauer Louis August le Clerc gemeinsam mit dem venezianischen Maler Hieronimo Miani die Leitung einer solchen Einrichtung. Ein kompletter Lehrbetrieb entstand erst unter Friedrich V.
Krock war einer der renommiertes Einwohner Kopenhagens mit einer gehobenen sozialen Stellung. Er kaufte ein Wohnhaus in der Ny Vestergade. Außerdem heiratete er in die angesehensten Familien des dänischen Bürgertums ein. 1702 wurde er fest bestallt, 1706 vom König zum „Hofschilderer“ ernannt, 1722 zum Kanzleirat. Friedrich IV. bestätigte ihn 1731 als Hofmaler.

## Werke

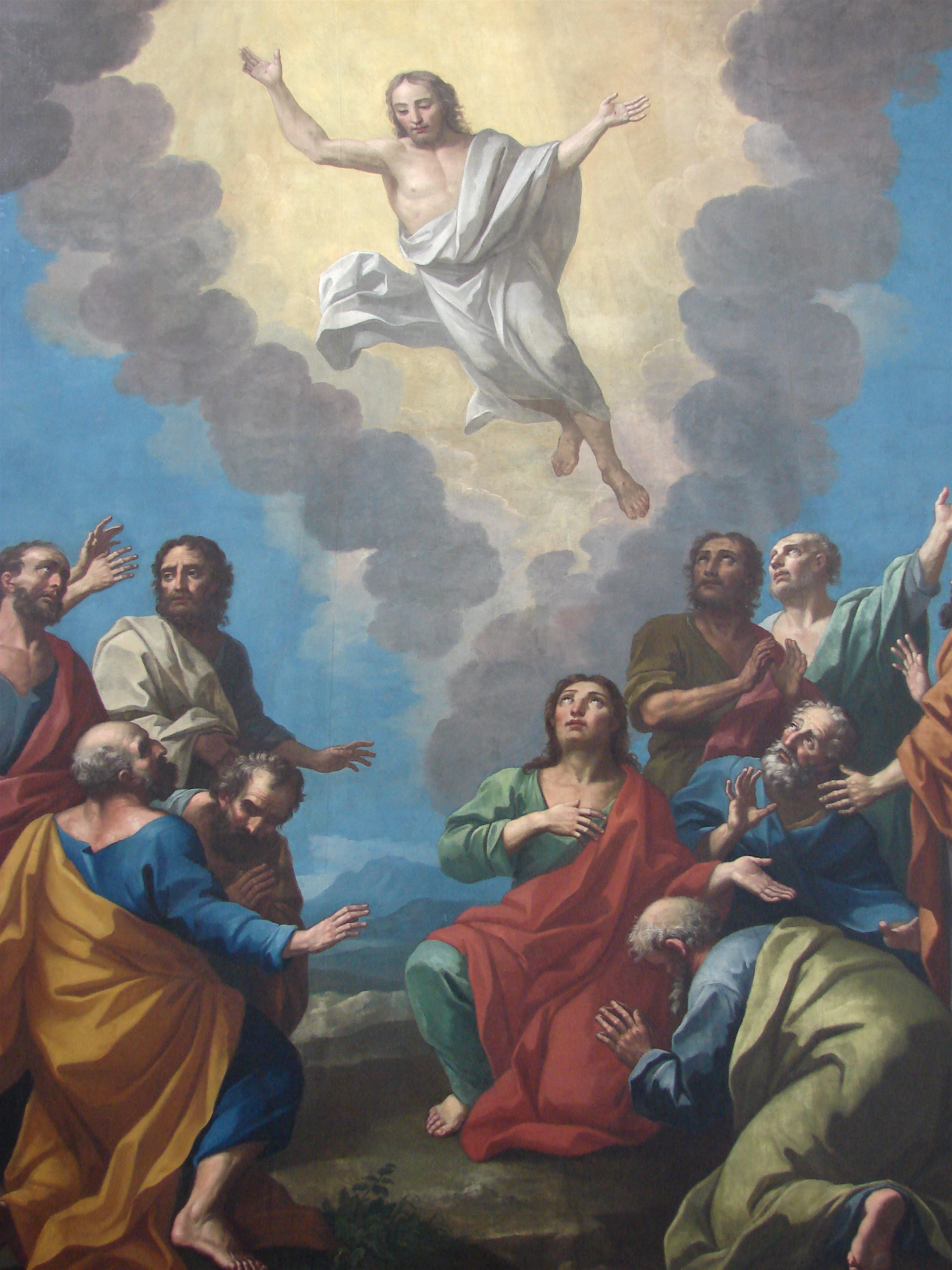
Himmelfahrt Christi in der St.-Petri-Kirche (Kopenhagen)
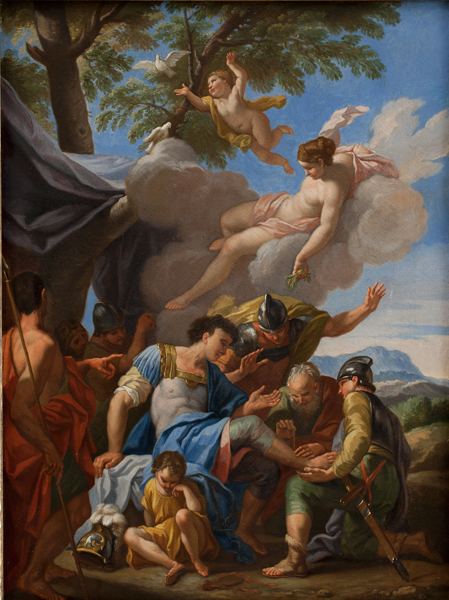
Venus und Aeneas
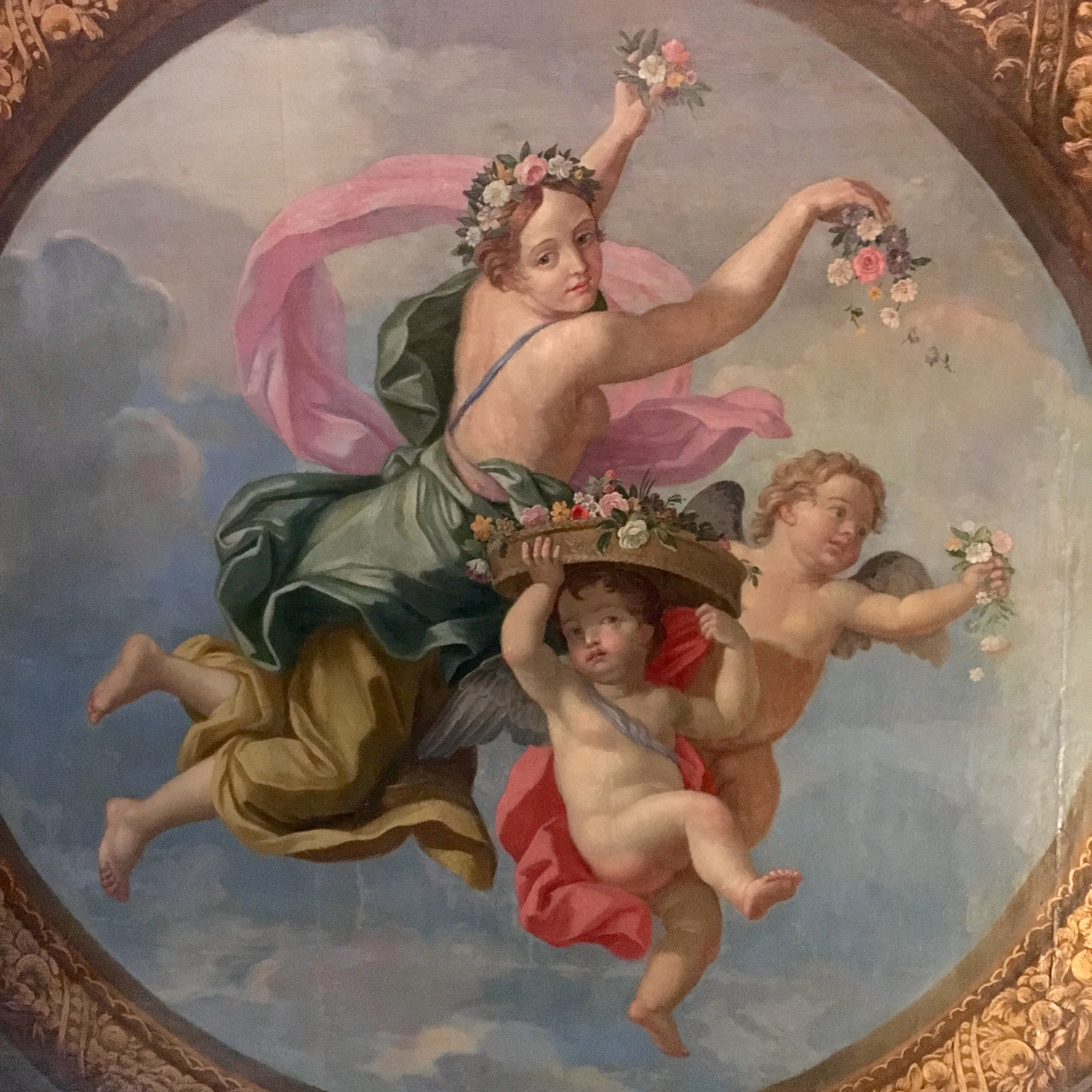
Aurora streut Blumen

## Familie
Krock heiratete am 16. August 1707 Helle Cathrine Robring (* um 1683; begraben am 7. März 1718 in Kopenhagen). Ihr Vater Hans Nielsen war verheiratet mit Kristine Robring und arbeitete als Assessor im Kommerzkollegium und Direktor des Alaunwerkes von Andrarum. Aus Krocks erster Ehe stammte ein Sohn, der 1744 starb.
Am 17. November 1722 heiratete Krock in zweiter Ehe Elisabeth Wilhelmine Magdalene Cumm (getauft am 17. Oktober 1701 in München; begraben am 2. November 1723 in Kopenhagen). Ihr Vater war der Landphysikus Chilian Cumm in Dannenberg. Die Ehe blieb kinderlos.
In dritter Ehe heiratete Krock am 26. April 1724 Armgott Sophie Koefoed (* 16. Juni 1693 in Kopenhagen; † 14. September 1773 ebenda). Ihr Vater Absalon Hansen Koefoed war verheiratet mit Anna Marie Wigand Bichelbecker und arbeitete als Amtsverwalter von Hadersleben. Aus dieser Ehe gingen ebenfalls keine Kinder hervor.